# Walter L. Engl
Walter L. Engl (* 8. April 1926 in Regensburg; † 21. Januar 2021 in Herzogenrath) war ein deutscher Physiker und Professor für Theoretische Elektrotechnik an der RWTH Aachen.

## Leben
Nach der gymnasialen Ausbildung studierte Engl von 1946 bis 1949 Physik an der Technischen Hochschule München und promovierte dort 1953 zum Dr. rer. nat. Die Habilitation für Theoretische Elektrotechnik und Messtechnik machte er 1961 an der Technischen Hochschule Karlsruhe. Hier übte Engl auch bis 1963 eine nebenberufliche Lehrtätigkeit aus. In den Jahren 1950 bis 1963 war Engl in der Industrie tätig. Er arbeitete im Wernerwerk für Messtechnik der Siemens & Halske AG, zuletzt als Leiter des Forschungslabors.
An der RWTH Aachen war Engl seit 1963 ordentlicher Professor für Theoretische Elektrotechnik und seit 1991 emeritiert. 1968 und 1969 war er Dekan der Fakultät für Elektrotechnik und Informationstechnik der RWTH Aachen. Walter L. Engl war Honorarprofessor der Technischen Fakultät der Christian-Albrechts-Universität zu Kiel; er war als Vorsitzender des Gründungsausschusses einer der Gründungsväter der Technischen Fakultät.
In den Jahren 1967, 1970, 1972 und 1980 war Engl Gastprofessor an der University of Arizona in Tucson, der Stanford University und der University of Tokyo. Er war Mitglied der International Union of Radio Science (URSI) und der Engineering Academy of Japan. Engl war von 1984 bis 1997 gemeinsam mit Professor Yanai (University of Tokio) Vorsitzender des Deutsch-Japanischen Forums für Informationstechnik.
Walter L. Engl ist am 21. Januar 2021 in seinem Haus in Herzogenrath im Alter von 94 Jahren verstorben.

## Wirken
Die Forschungsschwerpunkte von Engl waren
- Theorie, Herstellung und Anwendungen integrierter Schaltungen
- elektromagnetische Feld- und Netzwerktheorie
- elektrische Messtechnik

Engl vertrat das Fach Theoretische Elektrotechnik. Seine entsprechende Prüfung im Studiengang Elektrotechnik war als sehr schwer bekannt und berüchtigt, auch außerhalb der Fakultät und teils außerhalb Aachens. Für Studenten, die alle anderen Prüfungen bestanden hatten, aber letztendlich gegen Ende des Studiums noch Theoretische Elektrotechnik endgültig nicht bestanden, gab es die in Aachen weithin bekannte scherzhafte Bezeichnung "Diplom ohne Engl" bzw. "Diplom o.E."

## Auszeichnungen und Ehrungen (Auswahl)
- Ordentliches Mitglied der Nordrhein-Westfälischen Akademie der Wissenschaften und der Künste (seit 1978)[3]
- IEEE Fellow (1980) – Fellow Award „For outstanding contributions in integrated circuits design techniques and device modeling.“[4]
- VDE-Ehrenring (1990)[5]

## Veröffentlichungen (Auswahl)
- mit Kurt Meetz: Elektromagnetische Felder – Mathematische und physikalische Grundlagen. Springer Verlag ISBN 978-3-540-09597-2 (Online)
- Process and device modeling, North-Holland Publishing Co. Amsterdam, ISBN 0-444-87891-2 (Online)
- Device Modeling, Proceedings of the IEEE, Volume 71 Issue 1
- Herausgeber der Reihe Mikroelektronik, Springer Verlag, ISSN 1431-6021